# Władimir Dobrow
Władimir Władimirowicz Dobrow, ros. Владимир Владимирович Добров (ur. 13 kwietnia 1984 w Moskwie) – rosyjski szachista i sędzia szachowy, arcymistrz od 2004 roku.

## Kariera szachowa
Wielokrotnie startował w finałach mistrzostw Rosji juniorów w różnych kategoriach wiekowych, największy sukces odnosząc w 2004 r. w Samarze, gdzie podzielił I m. (wspólnie z Artiomem Iljinem) w mistrzostwach w kategorii do 20 lat.
W 1999 r. podzielił I m. w otwartym turnieju w Budapeszcie, natomiast w 2001 r. podzielił I m. w Oberwarcie (wspólnie m.in. z Mladenem Palacem, Wjaczesławem Eingornem i Ułybinem), natomiast w 2002 r. podzielił II m. (za Wiktorem Kuprejczykiem, wspólnie m.in. z Nicatem Məmmədovem i Walentinem Arbakowem) w turnieju Aerofłot Open-B w Moskwie. Wszystkie trzy normy na tytuł arcymistrza wypełnił na turniejach w Moskwie, w latach 2002 (dz. I m. wspólnie z Rufatem Bagirowem), 2003 (dz. I m. wspólnie z Farruchem Amonatowem) oraz 2004 (I m.). W 2003 r. zwyciężył w turnieju B festiwalu Acropolis w Atenach. W 2005 r. zwyciężył w Cardiff, zajął II m. (za Magnusem Carlsenem) w turnieju Byggern Masters w Gausdal, podzielił II m. w Moskwie (turniej Moscow Open, za Farruchem Amonatowem, wspólnie m.in. z Dmitrijem Boczarowem i Aleksandrem Łastinem) oraz zajął III m. (za Siergiejem Tiwiakowem i Olegiem Korniejewem) w Neivie. W 2010 r. podzielił III m. (za Konstantinem Czernyszowem i Stanisławem Nowikowem, wspólnie m.in. z Aleksiejem Bezgodowem) w Kostromie. W 2014 r. zwyciężył w Lublanie.
Najwyższy ranking w dotychczasowej karierze osiągnął 1 czerwca 2013 r., z wynikiem 2545 punktów zajmował wówczas 80. miejsce wśród rosyjskich szachistów.